# Зульцер, Иоганн Генрих
Иоганн Генрих Зульцер (нем. Johann Heinrich Sulzer, 1735—1814) — швейцарский энтомолог.

## Биография
Зульцер жил и работал врачом в Винтертуре. В качестве естествоиспытателя он написал «Die Kennzeichen der Insekten, nach Anleitung des Königl» (1761) и «Abgekürzte Geschichte der Insecten nach dem Linnaeischen System» (1776), две из первых книг о насекомых, включённых в Систему Линнея.